# Religion au Brunei
Cet article traite des pratiques religieuses et de la liberté de religion au Brunei.
L'islam, et plus précisément sa branche chaféiste, est au Brunei la religion d'État, à laquelle adhèrent 171 892 des 422 000 habitants du sultanat.

## Liberté religieuse très restrictive
Le Brunei fait partie de la liste de pays à très fortes restrictions gouvernementales de la liberté religieuse établie par le Pew Forum on Religion & Public Life.
La Constitution garantit la liberté de religion mais les lois et règlements limitent beaucoup son expression en restreignant généralement la possibilité pour les non-musulmans d'obtenir des textes religieux, des lieux de culte et des rassemblements religieux publics,.
En ce qui concerne les chrétiens, le gouvernement interdit l'importation de bibles ainsi que la construction de nouvelles églises.
Par ailleurs, il censure systématiquement les articles parlant d'autres religions que l'islam et interdit la diffusion ou retire les photos de crucifix ou autres symboles chrétiens.
Le curriculum officiel exige des cours sur l'islam mais les manuels scolaires n'abordent par contre pas les pratiques d'autres religions. Il est interdit pour des non-musulmans de parler de leur religion en public.
Depuis 2005, la loi oblige l'enregistrement de tout autre groupe religieux, qui doit même communiquer au gouvernement la liste nominale de tous ses membres. Cette obligation est valable pour toute religion : chrétienne, juive, musulmane non-chaféiste, bouddhiste ou autre.
Le sultan a décidé en 2015 d'interdire la fête de Noël sur le territoire national, n'étant pas une fête musulmane.

## Église catholique romaine
Le christianisme à Brunei est la religion d'entre 7556 personnes et 38 000 habitants du sultanat.
Le sultanat compte trois paroisses catholiques romaines qui appartiennent au vicariat apostolique de Brunei. Le premier vicaire apostolique du diocèse de Miri-Brunei est Cornelius Sim, ordonné comme évêque en 2005, créé cardinal lors du consistoire du 28 novembre 2020 et décédé en 2021.